# Neomedetera membranacea
Neomedetera membranacea är en tvåvingeart som beskrevs av Zhu, Yang och Patrick Grootaert 2007. Neomedetera membranacea ingår i släktet Neomedetera och familjen styltflugor. Inga underarter finns listade i Catalogue of Life.